# Kasinogarten (Wuppertal)

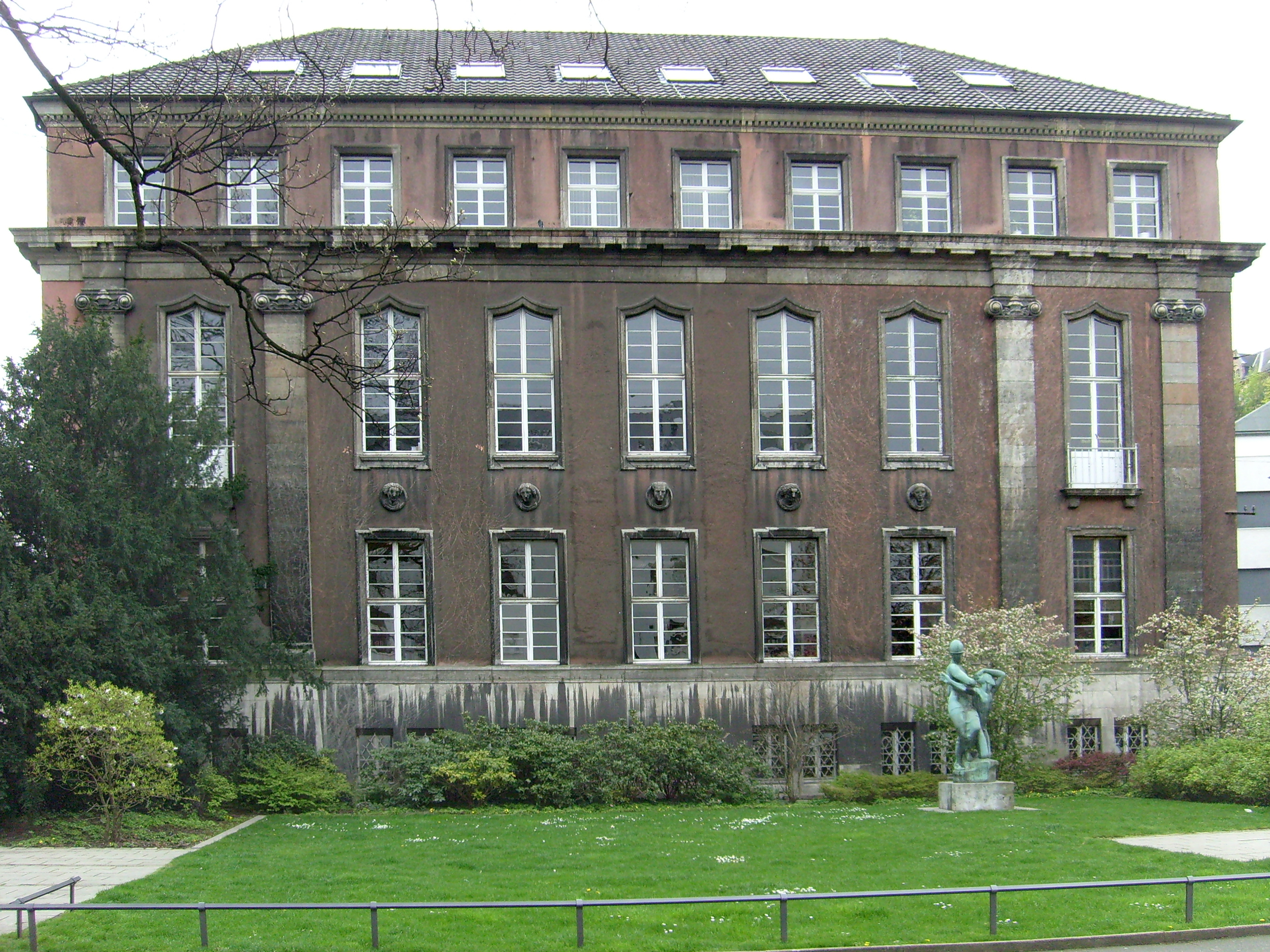
Kasinogarten, im Hintergrund die Stadtbibliothek

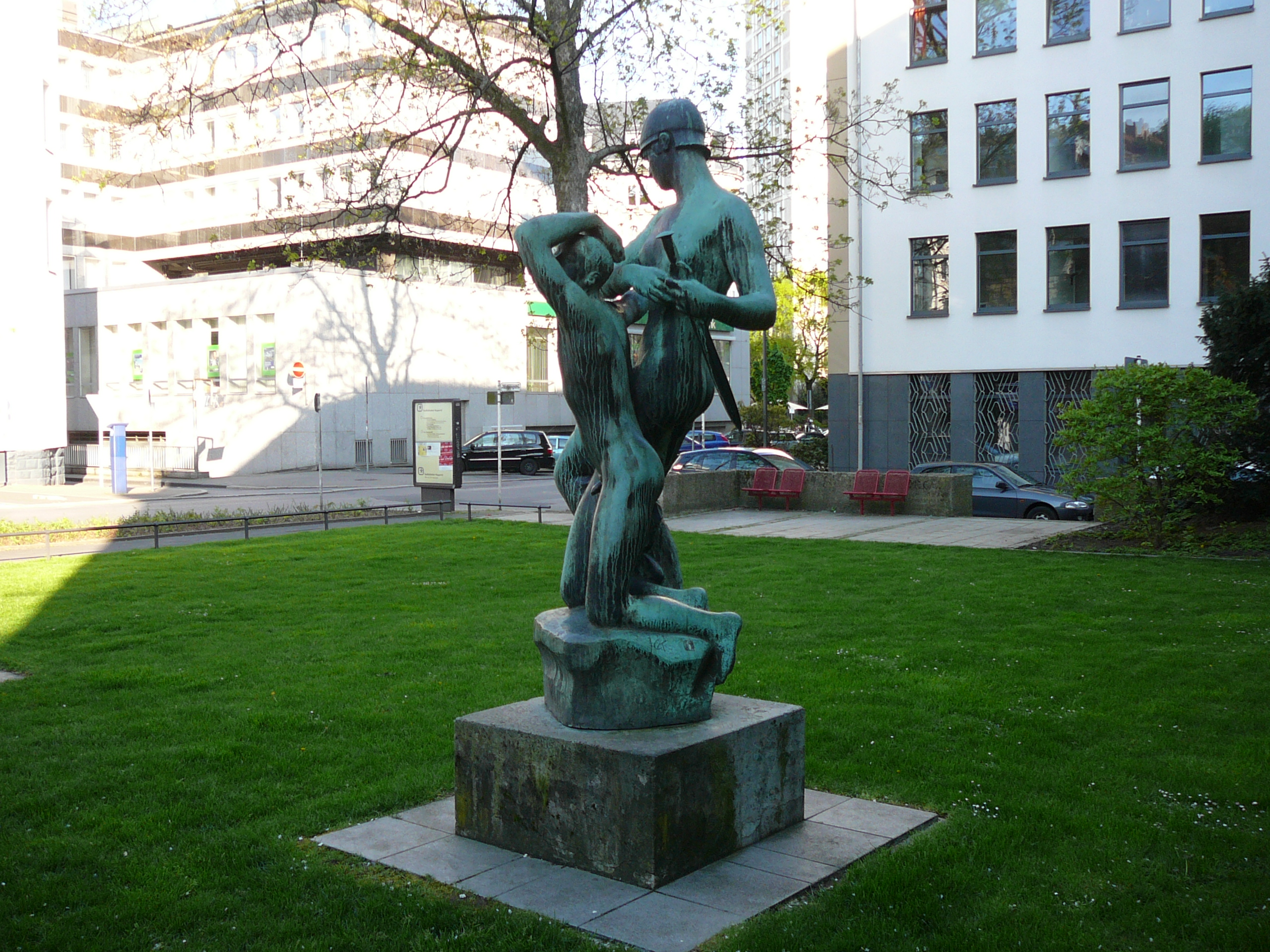
Figurengruppe Bellona von Georg Kolbe

Der Kasinogarten ist eine Parkanlage in Wuppertal-Elberfeld.

## Beschreibung
Der Kasinogarten wird umrahmt von der Luisenstraße im Norden, der Kasinostraße mit dem Evangelischen Vereinshaus im Osten, dem unter Denkmalschutz stehenden Verwaltungsgebäude des Finanzamtes in der südlich gelegenen Kolpingstraße sowie dem ebenfalls unter Denkmalschutz stehende Gebäude der Stadtbibliothek Wuppertal im Westen.
Auf der von Büschen und Gehwegen umsäumten zentralen Rasenfläche steht seit 1949 die Figurengruppe Bellona aus Bronze, die von dem Bildhauer Georg Kolbe gefertigt und 1922 an Elberfeld übergeben wurde.
Namensgebend für den Park und die anliegende Straße war die Gesellschaft Casino auf dem Gelände des heutigen Finanzamts, die von 1805 bis 1936 bestand. In ihrer Anfangszeit hieß die Gesellschaft Museum, dementsprechend trug die Kasinostraße zu dieser Zeit den Namen Museumsstraße. Nördlich des Parks liegt in unmittelbarer Nähe die Straße Am Kasinogarten.